# Metasequoia disticha
Metasequoia disticha là một loài thực vật hạt trần trong họ Cupressaceae. Loài này được Heer Miki mô tả khoa học đầu tiên năm 1941.